# American Pie: Ancora insieme
American Pie: Ancora insieme (American Reunion) è un film del 2012 scritto e diretto da Jon Hurwitz e Hayden Schlossberg, basato sui personaggi creati da Paul Weitz, Chris Weitz e Adam Herz. L'uscita del film nelle sale cinematografiche è avvenuta il 6 aprile 2012 in America e il 4 maggio 2012 in Italia.
Il film riporta sul grande schermo i protagonisti dei primi tre film della fortunata saga di American Pie, iniziata con il film omonimo del 1999, diretto da Paul Weitz e Chris Weitz e scritto da Adam Herz. Il film prosegue la storia a partire dal terzo capitolo (2003), presentando la vita coniugale di Jim e Michelle Levenstein, con tanto di prole al seguito, ed è inoltre il primo film dopo ben nove anni a presentare il cast completo della trilogia originale, alla quale sono seguiti quattro seguiti usciti direttamente in DVD e con il solo Eugene Levy presente in tutti i film.

## Trama
L'intera classe del 1999 del liceo East Great Falls torna in città per una grande rimpatriata al fine di festeggiare il decennale trascorso dal diploma: sarà un'occasione in più per ricordare i bei vecchi tempi e rendersi conto di non essere più degli adolescenti, dato che ognuno ha una vita propria con i relativi problemi.
Jim, che è ancora celebre sul web per il video "hot" con Nadia di tredici anni prima, vede il suo perfetto matrimonio incrinarsi improvvisamente con la nuova sexy vicina di casa, Kara, ragazza quasi diciottenne a cui aveva fatto da baby sitter, che lo stuzzica e lo provoca di continuo. Kevin, felicemente sposato, nutre dubbi e timori sulla sua condizione coniugale sentendosi erroneamente tentato da Vicky, la sua fidanzata del liceo, ma la ragazza infine si rivela essere fortunatamente una preziosa amica non solo per lui ma anche per sua moglie. 
Oz, dopo aver partecipato ad una trasmissione sulla falsariga di Ballando con le stelle, adesso è una celebrità e convive con la bella Mia.
Stifler, che è rimasto lo stesso scalmanato di sempre, tanto che a rimanere vittima delle sue vendette esilaranti è un gruppo di giovani teppisti, lavora come stagista per un principale severo che lo schiavizza e lo maltratta.
Heather è fidanzata con un cardiologo quarantenne di indole adolescenziale e con un lato scambista. 
Paul "pausa merda" Finch, pur fingendo di aver viaggiato all'avventura per anni attraverso il Sud America, lavora come assistente e ha rubato la motocicletta del suo capo per vendicarsi di un promesso aumento mai ottenuto. Intreccerà una relazione amorosa con una delle amiche della banda di Michelle.
Jim deve fronteggiare la corte di Kara, che vuole assolutamente concedergli la propria verginità, mettendo a rischio la già complicata relazione coniugale con Michelle, in quanto, da quando sono diventati genitori, i due non riescono più a fare l'amore. Dopo esilaranti equivoci e alcuni malintesi spiacevoli, il protagonista riesce sia a far capire alla giovane quanto importante possa essere preservarsi  per una persona che si ama davvero, sia a ritrovare l'intesa sessuale persa con sua moglie. Oz ed Heather, nonostante alcune incomprensioni, ammettono di amarsi ancora e di non tollerare più i rispettivi partner che li vorrebbero diversi da ciò che sono.
Stifler dichiara di vivere rimpiangendo i bei tempi andati e provando rabbia verso un presente che lo vede succube di un capo irrispettoso mentre tutte le sue conoscenze hanno saputo prendere strade migliori. Alla fine, però, saranno i suoi stessi amici ad aiutarlo a lasciare il suo attuale impiego per poi convincerlo a tentare la carriera di organizzatore di eventi. Più tardi, in occasione dei festeggiamenti, il ragazzo riesce sorprendentemente a mettere in atto la vendetta perfetta: avere un rapporto sessuale sul campo di lacrosse con l'affascinante mamma di Finch, cosa che, ovviamente, rivelerà al gruppo la mattina seguente sconvolgendo Paul che per anni era andato a letto con la madre di Steve.
Altre vicissitudini e scoperte emergono nel corso del film: Jessica, la migliore amica di Vicky, rivela di essere lesbica; Chuck Sherman è deluso dalla vita perché dopo le nozze ha divorziato ma almeno ha ottenuto la custodia del figlio che ha chiamato Furlong (in onore della sua intramontabile passione per Terminator), così Stifler, al fine di tirarlo su di morale, lo aiuta a rimorchiare una ragazza obesa alla riunione di classe; Nadia fa ritorno accompagnata da un nuovo fidanzato che fisionomicamente le ricorda Jim; i due amici MILF si riconciliano dopo tanti anni; i fedeli compagni di lacrosse di Stifler ora sono una coppia gay; infine, il padre di Jim inizia a frequentare la madre di Stifler.

## Produzione
Già nell'ottobre del 2008, la Universal Pictures tentò di riportare sul grande schermo la fortunata saga, con un film comprendente il cast della trilogia originale. Il progetto entrò in pre-produzione solo nel marzo del 2011, presentato con il titolo di American Reunion, con Jon Hurwitz e Hayden Schlossberg, già autori-registi di American Trip e del seguito Harold & Kumar Escape from Guantanamo Bay, alla regia, sotto la supervisione di Paul Weitz e Chris Weitz.
Sempre a marzo 2011, fu annunciato anche che Jason Biggs, Seann William Scott e Eugene Levy avevano firmato per riprendere i propri ruoli, rispettivamente Jim Levenstein, Steve Stifler e l'immancabile papà di Jim. Ad aprile, firmarono anche Alyson Hannigan, Chris Klein e Mena Suvari. Nel mese successivo, entrarono in gioco anche Thomas Ian Nicholas, Tara Reid, Eddie Kaye Thomas, Shannon Elizabeth e Jennifer Coolidge. Nel giugno e luglio 2011, a riprese già iniziate, firmarono per un ritorno anche John Cho e Natasha Lyonne. Ultimo a rientrare nel gruppo Chris Owen presente nei primi due capitoli e in American Pie Presents: Band Camp nel ruolo di Chuck Sherman "Lo Sherminator".
Con un budget di 50 milioni di dollari, il più alto della saga, le riprese hanno avuto inizio a partire dagli ultimi giorni di maggio fino a fine agosto 2011, principalmente ad Atlanta, Georgia. Alcune riprese si sono svolte anche a Coniers, Monroe e Woodruff Park. Dall'11 al 15 luglio, il Newton High School di Covington è stato usato come set per le riprese della riunione scolastica. Durante l'ultima settimana di luglio, la produzione si spostò a Cumming per girare al Mary Alice Park, sul lago Lanier.

## Promozione
Il primo teaser trailer originale della durata di un minuto e mezzo è stato lanciato online il 13 ottobre 2011: esso mostra Jim nel letto matrimoniale che nell'attesa di Michelle - la quale è in bagno a lavarsi - cerca in un tragicomico tentativo di masturbarsi davanti ad un sito pornografico, con un calzino e del lubrificante. La situazione precipita quando il piccolo figlioletto lo sorprende e Jim, nel tentativo di darsi una ripulita, entra nel bagno proprio mentre Michelle ha avuto la stessa idea in mezzo alla schiuma nella vasca da bagno.
Il secondo trailer originale è più lungo. È apparso per la prima volta in rete il 1º novembre 2011 e da una panoramica su tutti i personaggi presenti, mostrando l'intero cast. Dai protagonisti assoluti a Sherman, a Nadia, alla madre di Stifler. Steve Stifler ha il medesimo carattere che lo contraddistingueva, Oz ha una fidanzata bellissima, Jim sposato con Michelle e con un figlioletto in casa, Kevin casalingo sposato, Finch che riappare in moto con giubbetto in pelle.
Il primo trailer italiano è stato pubblicato online l'11 novembre 2011. Il secondo trailer italiano è stato pubblicato online su Yahoo Cinema il 21 febbraio 2012. Il terzo trailer italiano è stato pubblicato online sulla pagina ufficiale Facebook italiana del film il 9 marzo 2012.

## Distribuzione
L'uscita del film nelle sale statunitensi è avvenuta il 6 aprile 2012, mentre in quelle italiane il 4 maggio 2012, distribuito da Universal Pictures.

## Incassi
Il film ha ricavato negli Stati Uniti $57,011,521 e nel resto del mondo $177,978,063 per un totale di $234,989,584 rendendolo il terzo capitolo con maggior successo dopo American Pie 2 ( $287,553,595) e American Pie: Il primo assaggio non si scorda mai ($235,483,004) ma davanti a American Pie il matrimonio ($231,449,203).

## Colonna sonora
La colonna sonora del film è stata composta da Claudio Amitrano. La tracce della playlist sono:
1. Good Charlotte – Last Night – 3:40
2. Matt Nathanson – Laid – 2:36
3. You Make Me Feel... – Cobra Starship (feat. Sabi) – 3:35
4. Stooshe – Here Comes the Hotstepper – 3:36
5. Pop Levi – Wannamama – 3:28
6. 3OH!3 – My First Kiss (feat. Ke$ha) – 3:13
7. The Blue Van – I'm A Man – 3:49
8. Kopek – Bring It On Home – 3:08
9. Wreckx-N-Effect – Rump Shaker – 3:57
10. Spice Girls – Wannabe – 2:53
11. Boys Il Men – I'll Make Love To You – 4:02
12. Montell Jordan – This Is How We Do It – 3:52
13. Hassahn Phenomenon – The Good Life – 3:21
14. Thomas Nicholas Band – My Generation – 2:28
15. Lyle Workman – Class of '99 – 5:49
16. Lyle Workman – American Reunion – 3:26
17. My Chemical Romance – Na Na Na – 3:23
18. Semisonic – Closing Time – 4:33

## Curiosità e riferimenti
- Nel film recita anche l'attore Vik Sahay, molto conosciuto per la sua interpretazione del personaggio di Lester Patel nel telefilm Chuck. Inoltre nel film fa un breve cameo anche l'attore Neil Patrick Harris nella parte del conduttore televisivo della trasmissione a cui partecipa Oz.
- Nel film un ragazzo chiama uno dei protagonisti, Jim, con il nome di Sandler, per far capire quanto l'attore che fa la parte di Jim e l'attore Adam Sandler si assomiglino davvero molto.
- La scena nella quale Stifler e Chris intrattengono i genitori di Kara in modo che Jim possa portarla indisturbato in camera da letto si apre con una chiara citazione di Arancia meccanica di Stanley Kubrick: Stifler infatti usa la stessa scusa dell'incidente stradale di un amico come pretesto per entrare in casa e usare il telefono, la stessa cosa che fece Alex a casa dello scrittore.

## Incongruenze con gli altri capitoli
- Nel film American Pie Presents: Band Camp, Stifler è regista e direttore della Stiffmeister Production, mentre in questo film pare non essere vero.
- Nel film si viene a sapere della morte della madre di Jim, avvenuta per cause non meglio precisate tre anni prima, ovvero durante gli eventi accaduti in American Pie - Il manuale del sesso; eppure in quel capitolo il signor Levenstein parla tranquillamente della moglie, senza lasciar intuire la presenza di alcun lutto o malattia.
- Kevin nel secondo film sostiene di essere entrato a giurisprudenza, mentre invece in questo capitolo della saga si rivela essere divenuto architetto.
- Nel film American Pie Presents: Band Camp, Noah Levenstein sostituisce Michelle nel ruolo del MACRO in quanto è incinta; ma in questo film il figlio di Jim e Michelle ha 2 anni, invece ne dovrebbe avere almeno 6.